# Adolf Jülicher
Gustav Adolf Jülicher, född 26 januari 1857, död 2 augusti 1938, var en tysk teolog.
Jülicher blev professor i kyrkohistoria och Nya Testamentets exegetik i Marburg 1889. Jülichers författarskap behandlar såväl det kyrkohistoriska som den nytestamentliga exegetikens område. Som exeget företrädde han en måttfull historisk-kritisk inställning. Bland Jülichers skrifter märks Die Gleichnisreden Jesu (1–2, 1886–1899) och Einleitung in das Neue Testament (1894, 7:e upplagan 1931).